# Décès en 1969
Décès
- 1965
- 1966
- 1967
- 1968
- 1969
- 1970
- 1971
- 1972
- 1973

Cet article présente une liste de personnalités mortes au cours de l'année 1969.

Les mois de l'année font également l'objet de listes spécifiques :

## Décès par mois

### Inconnu
- Paul Boesch, artiste peintre et peintre héraldiste suisse (° 1889).
- Anselme Boix-Vives, peintre français d'origine espagnole (° 1899).
- Mohamed Boumezrag, footballeur algérien (° 13 juin 1921).
- Jean Chaperon, peintre, illustrateur et caricaturiste français (° 1887).
- Lili Labassi, musicien et interprète algérien de chansons judéo-arabe (° 1897).
- Okabe Shigeo, peintre japonais (° 1912).

### Janvier
- 6 janvier : Vincenzo Borgarello, coureur cycliste italien (° 9 mai 1884).
- 8 janvier : 
  - Gérard Cochet, peintre et graveur français (° 13 octobre 1888).
  - Albert Roure, général français (° 26 février 1869).
- 9 janvier : Jacobus van Egmond, coureur cycliste sur piste néerlandais (° 17 février 1908).
- 12 janvier : Lew Stone, chef d'orchestre et arrangeur britannique (° 28 mai 1898).
- 13 janvier : Li Zongren, militaire et homme d'État chinois (° 13 août 1890).
- 16 janvier : Francesco Cocco Ortu, homme politique et avocat italien (° 28 avril 1912).
- 19 janvier :
  - Jan Palach, étudiant à Prague, qui s'immole par le feu place Wenceslas pour protester contre l'invasion de la Tchécoslovaquie par l'union soviétique en 1968 (° 11 août 1948).
  - Mike Taylor, compositeur et pianiste de jazz britannique (° 1er juin 1938).
- 21 janvier : Ed Brandenburg, acteur américain (° 15 mai 1896).
- 22 janvier : Joseph-Jean Merlot, homme politique belge (° 27 avril 1913).
- 23 janvier : Jaroslav Křička, compositeur tchèque (° 27 août 1882).
- 29 janvier : Allen Dulles, diplomate américain, ancien directeur de la CIA (° 7 avril 1893).
- 30 janvier : Achille Capliez, peintre français (° 22 mai 1880).
- 31 janvier : René Buzelin, journaliste français (° 7 janvier 1886).

### Février
- 2 février : Boris Karloff, acteur britannique (° 23 novembre 1887).
- 3 février : Conjeevaram Natarajan Annadurai, homme politique indien (° 15 septembre 1909).
- 4 février : Léonard Bordes, peintre français de l'École de Rouen (° 14 mai 1898).
- 11 février : Dario Beni, coureur cycliste italien (° 1er janvier 1889).
- 12 février : Anton Waibel, communiste allemand (° 11 mars 1889).
- 16 février : Abel Villard, peintre et industriel français (° 4 janvier 1871).
- 19 février :
  - Michel Bon, coureur cycliste français (° 9 septembre 1944).
  - Jean-Pierre Ducasse, coureur cycliste français (° 16 juillet 1944).
  - Elisabetta Keller, peintre suisse (° 6 juillet 1891).
- 20 février : Ernest Ansermet, chef d'orchestre suisse (° 11 novembre 1883).
- 21 février : Lewis Martin, acteur américain (° 1er novembre 1894).
- 23 février : Frank Ellis, acteur américain (° 26 février 1897).
- 26 février : Karl Jaspers, philosophe et psychiatre allemand (° 23 février 1883).
- 27 février : Marius Barbeau, anthropologue, ethnologue, folkloriste canadien (° 5 mars 1883).
- 28 février : Gustavo Testa, cardinal italien, délégué apostolique en Égypte, en Palestine (en), en Arabie, en Érythrée, en Éthiopie (en), en Transjordanie et de Chypre (en) puis nonce apostolique en Suisse (° 28 juillet 1886).

### Mars
- 1er mars : Hédi Turki, peintre tunisien (° 1902 ou 1903).
- 5 mars : Raymond Besse, peintre français (° 26 décembre 1899).
- 9 mars : Richard Crane, acteur américain (° 6 juin 1918).
- 12 mars :
  - Ignacio Piñeiro, musicien cubain (° 21 mai 1888).
  - André Salmon, écrivain français (° 4 octobre 1881).
- 14 mars :
  - Artur Dubravčić, footballeur serbe puis yougoslave (° 15 septembre 1894).
  - Ben Shahn, peintre, photographe et professeur américain d'origine lituanienne (° 12 septembre 1898).
- 15 mars : Miles Malleson, acteur et scénariste britannique (° 25 mai 1888).
- 17 mars : Shu Xiuwen, actrice chinoise (° 1915).
- 22 mars : Ernst Deutsch, acteur autrichien (° 16 septembre 1890).
- 23 mars : Bashir Safaroglu, acteur soviétique  (° 11 mars 1925).
- 25 mars :
  - Alan Mowbray, acteur anglais (° 18 août 1896).
  - Elin Wallin, peintre et dessinatrice suédoise (° 29 décembre 1884).
- 26 mars :
  - Gustavo Durán, musicien, militaire, écrivain et diplomate espagnol (° 1906).
  - John Kennedy Toole, écrivain américain (° 17 décembre 1937).
- 27 mars : Gaston Lavrillier, médailleur, peintre et sculpteur français (° 13 novembre 1890).
- 28 mars : Dwight Eisenhower, militaire et 34e président des États-Unis (° 14 octobre 1890).
- 31 mars : Botong Francisco, peintre et muraliste philippin (° 4 novembre 1912).

### Avril
- 1er avril : Ernest Witty, footballeur, tennisman et dirigeant sportif hispano-anglais (° 31 août 1880).
- 3 avril :
  - Rex Evans, acteur britannique (° 13 avril 1903).
  - Adele Younghusband, peintre et photographe néo-zélandaise (° 3 avril 1878).
- 5 avril : José Domingo Molina Gómez, militaire et homme politique argentin (° 26 septembre 1896).
- 6 avril : Jean Fieux, ingénieur français (° 28 mars 1886).
- 7 avril : Demian Korotchenko, homme politique russe puis soviétique (° 10 novembre 1894).
- 8 avril : René Quillivic, sculpteur, peintre, graveur et céramiste français (° 13 mai 1879).
- 9 avril : Raoul Dastrac, peintre français (° 9 octobre 1891).
- 11 avril : Émile Théodore Frandsen, peintre franco-danois (° 14 juin 1902).
- 12 avril : Alexandre Banza, militaire et homme politique centrafricain (° 10 octobre 1932).
- 13 avril : Édouard Goerg, peintre, graveur et illustrateur expressionniste français (° 9 juin 1893).
- 14 avril : Ramdas Gandhi, révolutionnaire indien (° 2 janvier 1897).
- 19 avril : Paul Doll, peintre, illustrateur et décorateur français (° 29 avril 1894).
- 21 avril : He Guoguang, homme politique chinois (° 30 novembre 1885).
- 22 avril : Yves Alix, peintre, graveur et écrivain français (° 19 août 1890).
- 26 avril : Morihei Ueshiba, fondateur de l'Aïkido (° 14 décembre 1883).

### Mai
- 2 mai : Jef Demuysere, coureur cycliste belge (° 22 août 1907).
- 4 mai : Éliane Petit de La Villéon, peintre, graveuse et sculptrice française (° 11 février 1910).
- 5 mai : Anton Manastirski, peintre austro-hongrois puis soviétique (° 2 novembre 1878).
- 6 mai : Jacques de La Presle, compositeur et professeur français (° 5 juillet 1888).
- 8 mai : Jean Fernand-Trochain, peintre et graveur sur bois français (° 21 janvier 1879).
- 11 mai : T. K. Padmini, peintre indienne (° 2 mai 1940).
- 12 mai : Karl Aegerter, peintre, dessinateur, graveur, muraliste, illustrateur et sculpteur suisse (° 16 mars 1888).
- 14 mai : Raymond Louviot, coureur cycliste français (° 17 décembre 1908).
- 17 mai : Josef Beran, cardinal tchèque (° 29 décembre 1888).
- 19 mai : Coleman Hawkins, musicien de jazz américain (° 21 novembre 1904).
- 24 mai : Paul Birch, acteur américain (° 13 janvier 1912).
- 27 mai : Jeffrey Hunter, acteur américain (° 25 novembre 1926).
- 29 mai : André Nivard, peintre français (° 21 avril 1880).
- ? mai : Jules Antoine Van den Weghe, footballeur français (° avril 1889).

### Juin
- 4 juin : Joseph Stany Gauthier, peintre, architecte-décorateur, enseignant et conservateur de musée français (° 30 avril 1883).
- 7 juin : Dan Bullock, militaire américain (° 21 décembre 1953).
- 8 juin : Robert Taylor, acteur américain (° 5 août 1911).
- 10 juin : Frank Lawton, acteur anglais (° 30 septembre 1904).
- 11 juin : Joan Massià, compositeur et violoniste espagnol (° 22 février 1890).
- 12 juin : Alexandre Deïneka, peintre, graphiste et sculpteur soviétique (° 20 mai 1899).
- 13 juin : Alexis Soulignac, athlète, spécialiste du sprint et footballeur français (° 2 mai 1895).
- 14 juin : Wynonie Harris, chanteur de blues et de rhythm and blues américain (° 24 août 1915).
- 17 juin : Primo Magnani, coureur cycliste italien (° 31 mars 1892).
- 19 juin : Moïse Tshombé, homme d'État congolais (° 10 novembre 1919).
- 22 juin : Judy Garland, actrice américaine (° 10 juin 1922).
- 23 juin :
  - Stanley Andrews, acteur américain (° 28 août 1891).
  - Hélène Perdriat, peintre figurative et graveuse française (° 27 juin 1889).
- 24 juin : Josef Honys, poète, peintre et écrivain tchécoslovaque (° 10 novembre 1919).
- 29 juin : Vesselin Stoyanov, compositeur bulgare (° 20 avril 1902).

### Juillet
- 3 juillet : Brian Jones, musicien (The Rolling Stones) britannique (° 28 février 1942).
- 4 juillet : Georges Ronsse, coureur cycliste belge (° 4 mars 1906).
- 5 juillet :
  - Walter Gropius, architecte, designer et urbaniste allemand (° 18 mai 1883).
  - Tom Mboya, politicien kényan (° 15 août 1930).
  - Ben Alexander, acteur américain (° 26 mai 1911).
- 8 juillet : Jan Bolesław Czedekowski, peintre polonais (° 22 février 1885).
- 9 juillet :
  - Pierre Capdevielle, compositeur et chef d'orchestre français (° 1er février 1906).
  - Emerik Feješ, peintre serbe puis yougoslave (° 3 novembre 1904).
- 10 juillet : André Herviault, peintre français (° 23 mars 1884).
- 17 juillet :
  - Harry Benham, acteur américain (° 26 février 1884).
  - Félix de Pomés, footballeur, escrimeur, acteur et réalisateur de cinéma espagnol (° 5 février 1889).
- 21 juillet :
  - Lou Albert-Lasard, peintre française (° 10 novembre 1885).
  - Jules Van Hevel, coureur cycliste belge (° 10 mars 1895).
- 24 juillet : Witold Gombrowicz, écrivain polonais (° 4 août 1904).
- 25 juillet :
  - Victor Louis Cuguen, peintre français (° 24 août 1882)
  - Otto Dix, peintre allemand (° 2 décembre 1891).

### Août
- 2 août :
  - Francis Pasquier, peintre, dessinateur d'affiches et illustrateur français (° 22 juin 1901).
  - Charlotte Wankel, peintre norvégienne (° 12 mai 1888).
- 7 août : Joseph Kosma, compositeur franco-hongrois (° 22 octobre 1905).
- 9 août : Sharon Tate, actrice américaine (° 24 janvier 1943).
- 10 août : Alfonso Navarro, footballeur espagnol (° 8 avril 1929).
- 13 août : Jacob do Bandolim, musicien et compositeur brésilien (° 14 février 1918).
- 17 août : Ludwig Mies van der Rohe, architecte allemand naturalisé américain (° 27 mars 1886).
- 23 août : Lev Tchistovsky, peintre russe (° 25 mai 1902).
- 25 août : Pierre Matossy, peintre, graveur et affichiste français (° 15 avril 1891).
- 26 août : Martin Miller, acteur autrichien (° 2 septembre 1899).
- 28 août :
  - José Samyn, coureur cycliste français (° 11 mai 1946).
  - Zeng Yangfu, homme politique chinois du Kuomintang (° 23 octobre 1898).
- 31 août :
  - Rocky Marciano, boxeur américain (° 1er septembre 1923).
  - Johannes Müller, compositeur, ténor d'opéra et acteur allemand (° 23 juillet 1893).

### Septembre
- 2 septembre : Hô Chi Minh, président du Viêt Nam (° 19 mai 1890).
- 3 septembre :
  - Cesare Bionaz, homme politique italien (° 28 juin 1912).
  - Marcel Pierre, sculpteur et peintre français (° 15 avril 1897).
- 8 septembre :
  - Bud Collyer, acteur américain (° 18 juin 1908).
  - Alexandra David-Néel, exploratrice française (° 24 octobre 1868).
- 11 septembre : Mario Cavaglieri, peintre italien (° 10 juillet 1887).
- 13 septembre : Abd al-Rahman al-Kayyali, médecin syrien, membre du mouvement nationaliste syrien, ministre de la Justice (° 1887).
- 14 septembre : James Anderson, acteur américain (° 13 juillet 1921).
- 17 septembre : Renée Aspe, peintre française (° 3 octobre 1922).
- 18 septembre :
  - Gustave Corlin, peintre français (° 10 juin 1875).
  - Pierre Favier, peintre français (° 13 juillet 1899).
- 24 septembre : Rodolfo Biagi, pianiste, compositeur et chef d'orchestre argentin de tango (° 14 mars 1906).

### Octobre
- 1er octobre :
  - Gunnar Andersson, footballeur franco-suédois (° 14 août 1928)[1]
  - A.D. Patel, homme politique fidjien (° 13 mars 1905).
- 2 octobre : Noël Nouet, poète, peintre  et dessinateur français (° 30 mars 1885).
- 3 octobre : Neal Burns, acteur, scénariste et réalisateur américain (° 26 juin 1892).
- 7 octobre :
  - Othon Coubine, peintre français (° 22 octobre 1883).
  - Léon Scieur, coureur cycliste belge (° 19 mars 1888).
- 8 octobre : Eduardo Ciannelli, acteur et chanteur italien (° 30 août 1888).
- 9 octobre : Elsa Rendschmidt, patineuse artistique allemande (° 11 janvier 1886).
- 11 octobre : Wu Han, historien chinois (° 11 août 1909).
- 12 octobre :
  - Sonja Henie, patineuse artistique et actrice norvégienne (° 8 avril 1912).
  - Serge Poliakoff, peintre français d'origine russe (° 8 janvier 1900).
- 14 octobre : Alfred Lavergne, peintre français (° 28 novembre 1892).
- 15 octobre : Pablo Tillac, peintre, graveur, sculpteur et illustrateur français (° 14 avril 1880).
- 16 octobre : André Gascard, footballeur français (° 16 novembre 1890).
- 21 octobre :
  - Jack Kerouac, écrivain américain (° 12 mars 1922).
  - Waclaw Sierpinski, mathématicien polonais (° 14 mars 1882).
- 23 octobre : Robert Dussaut, compositeur français (° 19 septembre 1896).
- 27 octobre :
  - Valentin Držkovic, peintre impressionniste austro-hongrois puis tchécoslovaque (° 10 février 1888).
  - Jaume Pahissa, compositeur et musicologue d'origine espagnole (° 7 octobre 1880).

### Novembre
- 5 novembre : Lloyd Corrigan, acteur, réalisateur et scénariste américain (° 16 octobre 1900).
- 7 novembre : Arthur Witty, footballeur anglo-espagnol, 4e président du FC Barcelone (° 1878).
- 10 novembre : David Rose, administrateur britannique puis guyanien (° 10 avril 1923).
- 13 novembre : Vladimir Vladimirov, peintre et architecte russe puis soviétique (° 6 juillet 1886).
- 15 novembre : Roy D'Arcy, acteur américain (° 10 février 1894).
- 18 novembre : Léon Jongen, compositeur, pianiste, chef d'orchestre et professeur belge (° 2 mars 1884).
- 19 novembre : Léon Schulz, peintre, graveur, illustrateur, aquarelliste et sculpteur français (° 13 février 1872).
- 20 novembre : Violet Alva, femme politique indienne, ministre (° 24 avril 1908).
- 24 novembre : Jānis Kuga, peintre et scénographe letton (° 12 décembre 1878).
- 26 novembre : Édouard Cortès, peintre post-impressionniste français (° 6 août 1882).
- 28 novembre : Roy Barcroft, acteur américain (° 7 septembre 1902).
- 29 novembre : Diamond Jenness, anthropologue canadien (° 10 février 1886).

### Décembre
- 2 décembre : José María Arguedas, écrivain et anthropologue péruvien (° 18 janvier 1911).
- 3 décembre : Mathias Wieman, acteur allemand (° 23 juin 1902).
- 5 décembre : Alice de Battenberg, princesse de Grèce et de Danemark (° 25 février 1885).
- 6 décembre : Walther Aeschbacher, chef d'orchestre et compositeur de musique classique suisse (° 2 octobre 1901).
- 7 décembre :
  - Aurèle Barraud, peintre et graveur suisse (° 16 juin 1903).
  - Eric Portman, acteur anglais (° 13 juillet 1901).
- 8 décembre : Claire Bertrand, peintre et dessinatrice française (° 22 juin 1890).
- 11 décembre : Geneviève Fauconnier, écrivaine française (° 3 janvier 1886).
- 12 décembre :
  - Henri Lucien Joseph Buron, peintre et illustrateur français (° 5 août 1880).
  - Clément Hoydonckx, joueur et entraîneur de football belge (° 5 décembre 1903).
- 13 décembre : Spencer Williams,  acteur, scénariste, réalisateur et producteur américain (° 14 juillet 1893).
- 20 décembre : Marcel Chotin, peintre et dessinateur français (° 24 avril 1888).
- 22 décembre : Josef von Sternberg, réalisateur américain (° 29 mai 1894).
- 26 décembre :
  - Fritz Haas, malacologiste américain d'origine allemande (° 4 janvier 1886).
  - Jiří Šlitr, compositeur, pianiste, chanteur, acteur et peintre tchécoslovaque (° 15 février 1924).
  - Louise de Vilmorin, romancière française (° 4 avril 1902).
- 29 décembre : Gotthard Schuh, peintre et reporter photographe suisse (° 22 décembre 1897).
- 30 décembre : Angelina Beloff, peintre pleinairiste, graveuse, illustratrice de livres et auteure pour le théâtre de marionnettes mexicaine d'origine russe (° 23 juin 1879).
- 31 décembre : Maurice Félicien Jules Paul Blanchard, peintre français (° 14 janvier 1903).

### Date précise inconnue
- - Faramarz Asadi, homme politique iranien (° 1869).
  - Kim Chon-hae, homme politique nord-coréen (° 10 mai 1898).
  - Trần Quang Trân, peintre, artiste laqueur, dessinateur et illustrateur vietnamien (° 1900).